# Ванкувер (аеропорт)
Міжнародний аеропорт Ванкувер (англ. Vancouver International Airport) (фр. Aéroport international de Vancouver)   — державний вузловий міжнародний аеропорт розташований за 14 км на південь від центра міста Ванкувера, в містечку Ричмонд, на острові «Морський», 4 м над рівним морем. В 2010 р. пасажиропотік становив 16,8 мільйонів.

## Термінали
Аеропорт має три термінали:
- «Внутрішній Термінал» (англ. Domestic Terminal). Польоти в регіони.
- «Міжнародний Термінал» (англ. South Terminal)
- «Південний Термінал» (англ. South Terminal). Польоти в провінції Британської Колумбії.

## Історія
В 1927 р. відомий американський Льотчик «Чарльз Ліндберг» (англ. Charles Lindbergh) відмовився прийняти запрошення мера міста Ванкувера, зіславшись на погану якість злітної смуги під час своєї відомої подорожі Північною Америкою. Через два роки потому на острові «Морський» почалося будівництво нового аеропорту.
Під час Другої світової війни, уряд Канади використовував аеропорт як військову базу. В 1948 р. з'явилася назва «Міжнародний аеропорт Ванкувер» (англ. Vancouver International Airport) після «Транспорт Канада» купив аеропорт у міста Ванкувер.

## Галерея

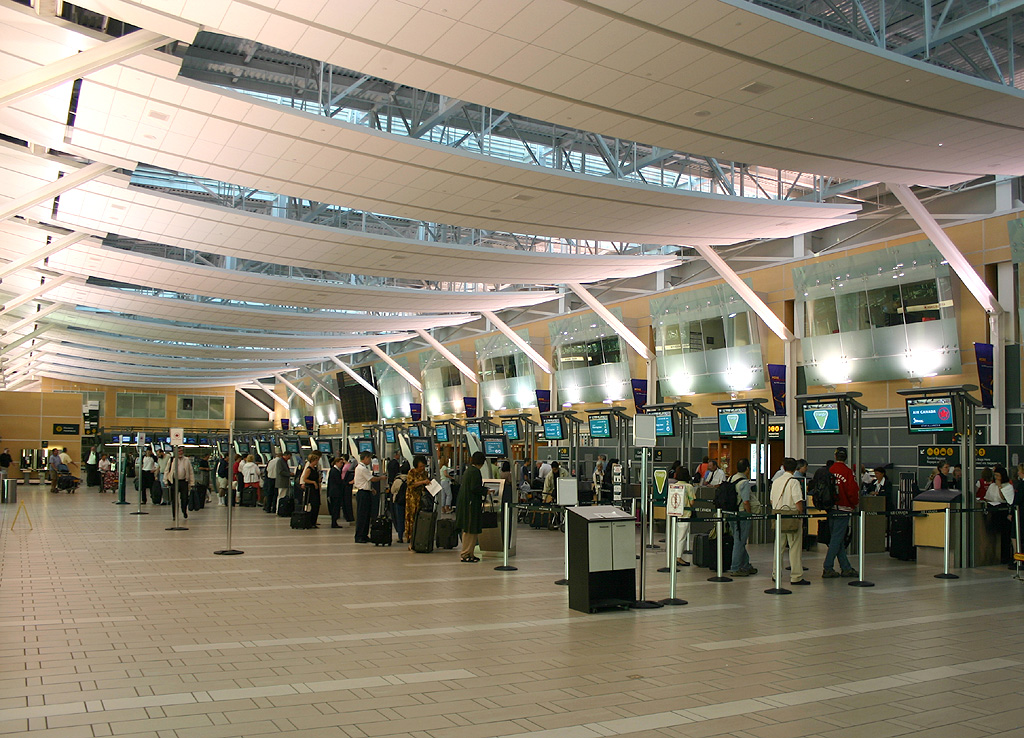
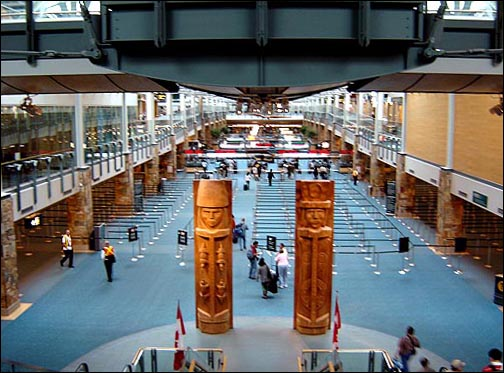
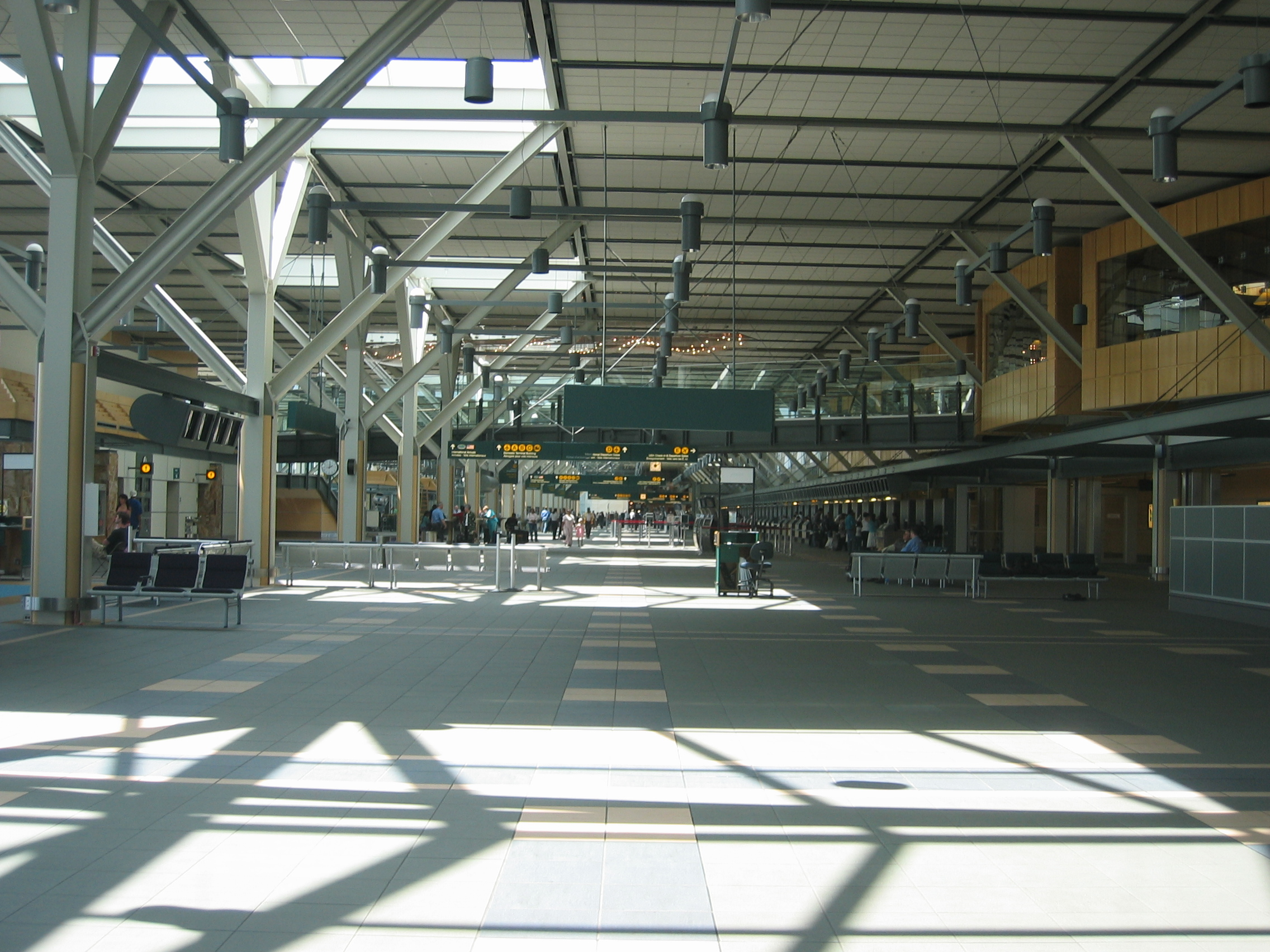
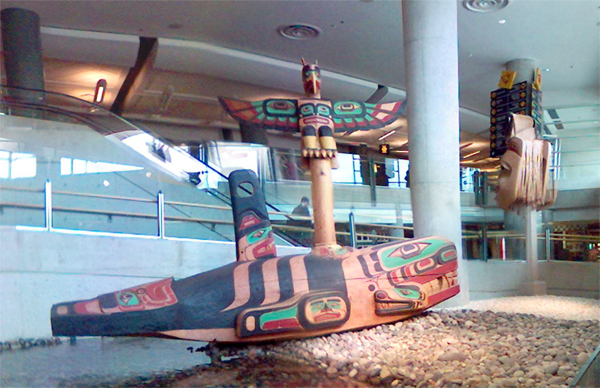
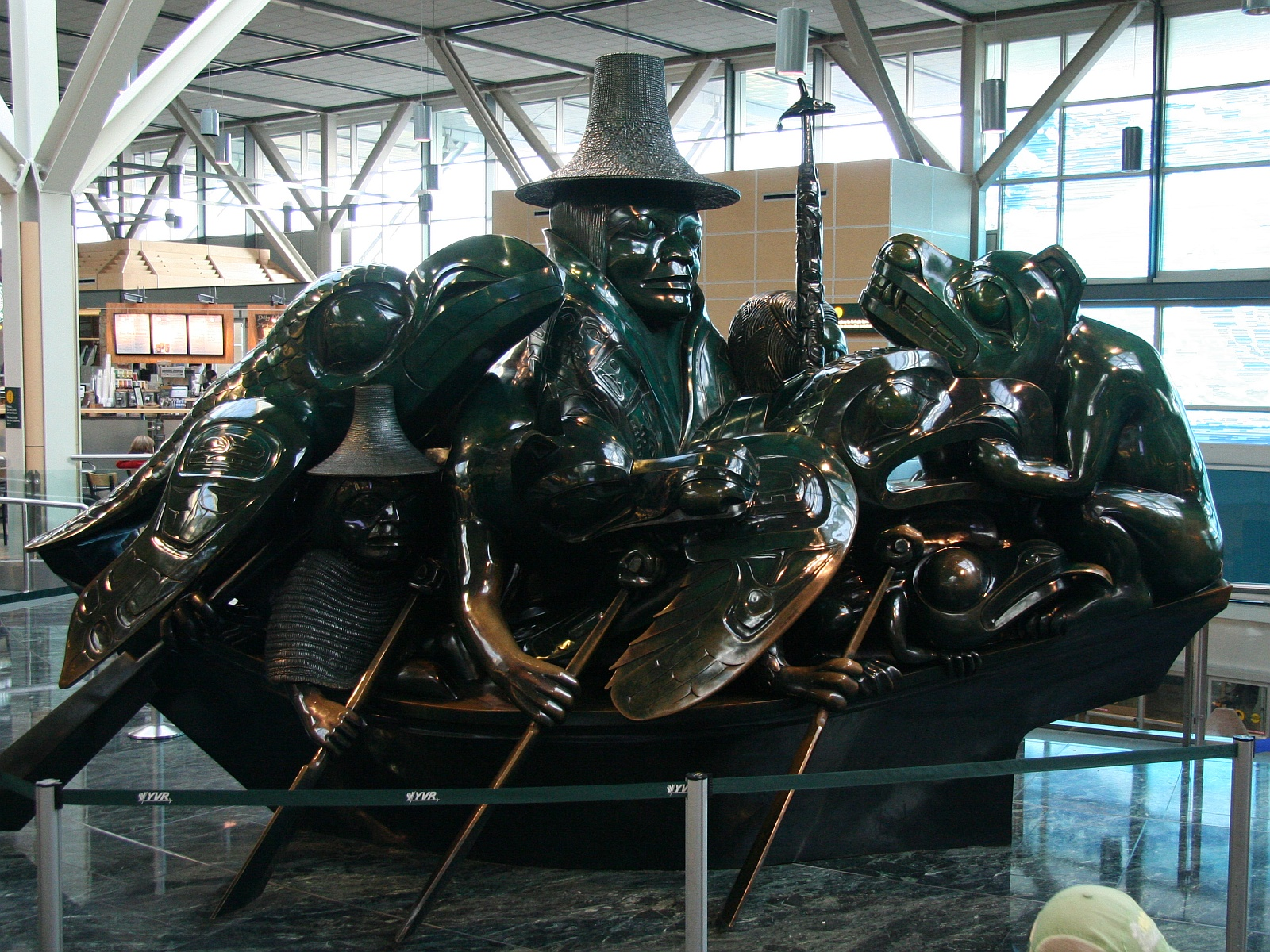
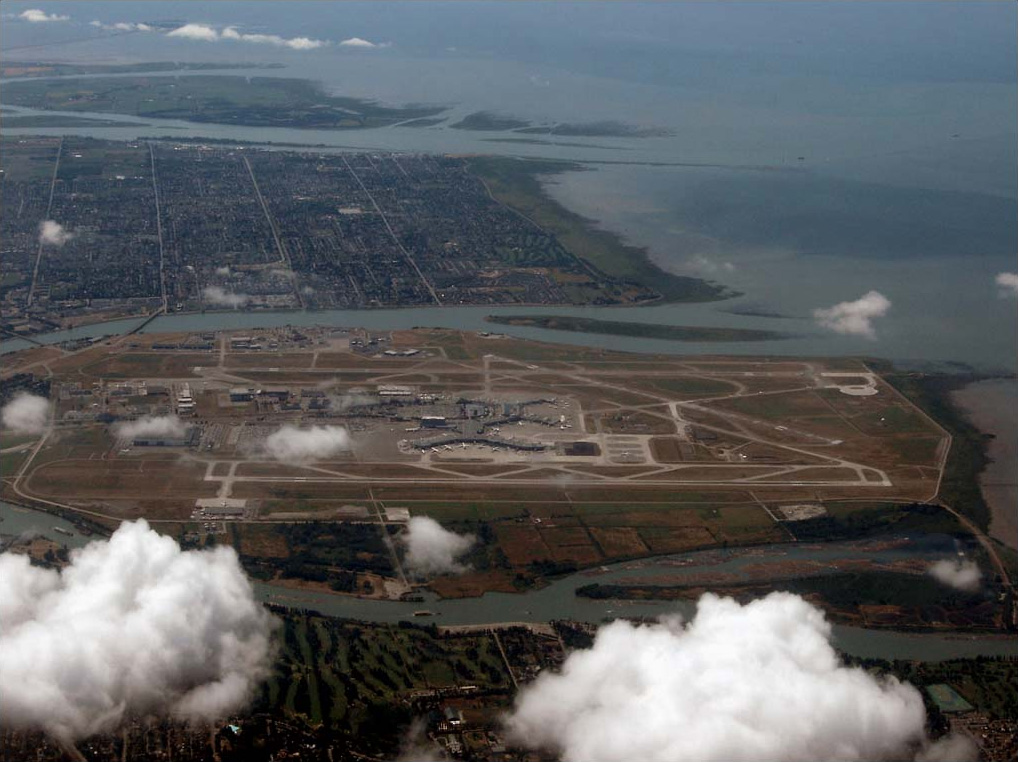

## Авіалінії та напрямки
- Air Canada — Star Alliance
- Air Canada Jazz
- Air China
- Air Transat
- Air New Zealand
- Air North
- Alaska Airlines
- American Airlines
- British Airways
- Canadian North
- CanJet
- Cathay Pacific
- Central Mountain Air
- China Airlines
- China Eastern Airlines
- China South Airlines
- Condor Airlines
- Delta Connection
- EVA Air
- First Air
- Flair Airlines
- Harbour Air
- Hawkair
- Helijet
- Horizon Air
- Japan Airlines
- KLM
- Korean Air
- Lufthansa
- Northern Thubderbird Air
- Orca Airways
- Pacific Coastal Airways
- Pat Bay Air
- Phillippine Airlines
- Salt Spring Air
- San Juan Airlines
- Seair Seaplanes
- Sunwing Airlines
- Swiss International Air Lines
- Thomas Cook Airlines
- Tofino Air
- United Airlines
- United Express
- West Coast Air
- Westjet
- Whistler Air